# John Hart (rugby à XV, 1946)
Pour les articles homonymes, voir John Hart.
Pas d'image ? Cliquez ici

a Compétitions nationales et continentales officielles uniquement.

Dernière mise à jour le 4 juillet 2013.
John Bernard Hart, né en 1946, est un joueur néo-zélandais de rugby à XV devenu entraîneur. Il entraîne l'équipe de Nouvelle-Zélande et l'équipe d'Auckland.

## Biographie
Après avoir été joueur de rugby à XV, John Hart commence sa carrière d'entraîneur avec l'équipe de la province d'Auckland de 1982 à 1986. Sous sa direction Auckland parvient en tête du Championnat des provinces de Nouvelle-Zélande à trois reprises en 1982, 1984 et 1985. Il est également détenteur du Ranfurly Shield de 1982 à 1985 avec une série de 61 victoires consécutives. Quatorze joueurs de son équipe sont sélectionnés dans l'équipe néo-zélandaise victorieuse de la Coupe du monde 1987. Il devient ensuite adjoint de l'entraîneur des All-Blacks, Alex Wyllie, pour la Coupe du monde 1991,.
En 1995, il remplace Laurie Mains en tant qu'entraîneur des All-Blacks. Sous sa direction, de 1995 à 1999, les All-Blacks disputent 42 matchs, en gagnent 32, font un match nul et en perdent 9. Pendant cette période, ils prennent le dessus sur les Springboks en 1996 et remportent trois fois le Tri-nations. Le bilan de 1997 est particulièrement brillant avec 17 test matchs sans défaite. John Hart démissionne en 1999 après la défaite des All-Blacks contre la France en demi-finale de la Coupe du monde 1999.

## Palmarès
- Vainqueur du NPC en 1982, 1984 et 1985
- Détenteur du Ranfurly Shield de 1982 à 1985 (61 victoires consécutives)
- Vainqueur du Tri-nations en 1996, 1997 et 1999